# ماتيو كافاغنا
ماتيو كافاغنا (بالإيطالية: Matteo Cavagna)‏ (13 يناير 1984 ببيرغامو في إيطاليا - ) هو لاعب كرة قدم إيطالي في مركز الوسط. لعب مع نادي ليكو ونادي مانتوفا وASD Città di Foligno 1928 ‏ وبرو سيستو 1913 ونادي أريتسو.

## وصلات خارجية
- ماتيو كافاغنا على موقع قاعدة بيانات كرة القدم.إي يو (الإنجليزية)